# Aalborg Sportshøjskole
Aalborg Sportshøjskole er en moderne folkehøjskole, som blev etableret i 1982. 
Skolen er beliggende i Aalborg og placeret i Vestbyen nær centrum, overfor Aalborg Stadion.
På Aalborg Sportshøjskole kan man uddanne sig til diplomtræner, forberede sig til optagelsesprøven på Politiskolen eller udvikle sig indenfor idrætslige og menneskelige områder. Selvom idrætten udgør en stor del af den daglige undervisning, er der i lige så høj grad gjort plads til mere alment dannende fagområder på skemaet.

## Tidligere forstandere
- 1982-1983: Arenth Nielsen
- 1984-1988: Steen Bjørn Pedersen
- 1988-1988: Per Jessen (konstitueret ca. 5 mdr.)
- 1988-1991: Christian Møller
- 1992-2002: Ole Vøgg Veje
- 2002-2009: Susan Roulund
- 2009-2015: Betina Møgeltoft Christiansen
- 2015-2018: Rasmus Krogh
- 2018-: ?

## Fag

### Hovedfag
I 2016 udbydes følgende hovedfag:
•	Styrketræning diplomtræner
•	Fitness diplominstruktør
•	Håndbold diplomtræner
•	Ridning diplomtræner
•	Politilinien
•	Sundhedslinien
•	Idrætslinien
.Special Forces - endurance og meget meget mere

### Valgfag
I 2016 udbydes af valgfag bl.a.:
•	Band og sammenspil
•	Kunsthåndværk
•	Debatfag
•	Smykkeværksted
•	Engelsk
•	Dansk
•	Samfundsfag
•	Kampsport
•	Spinning
•	Springgymnastik
•	Styrketræning
•	Fitness
•	Fodbold
•	Klatring
•	Surfing

### Ekstra tilbud
Hvert år udbydes ekstra tilbud i form af:
•	Faldskærmsudspring
•	PADI dykkercertifikat
•	Adventuretur Norge
•	Skitur Norge
•	Rejselederuddannelse

### Studieture
•	Adventuretur Frankrig (efteråret)
•	La Santa Sport (foråret)
•	Skitur (foråret)